# Hans-Ulrich Geschke

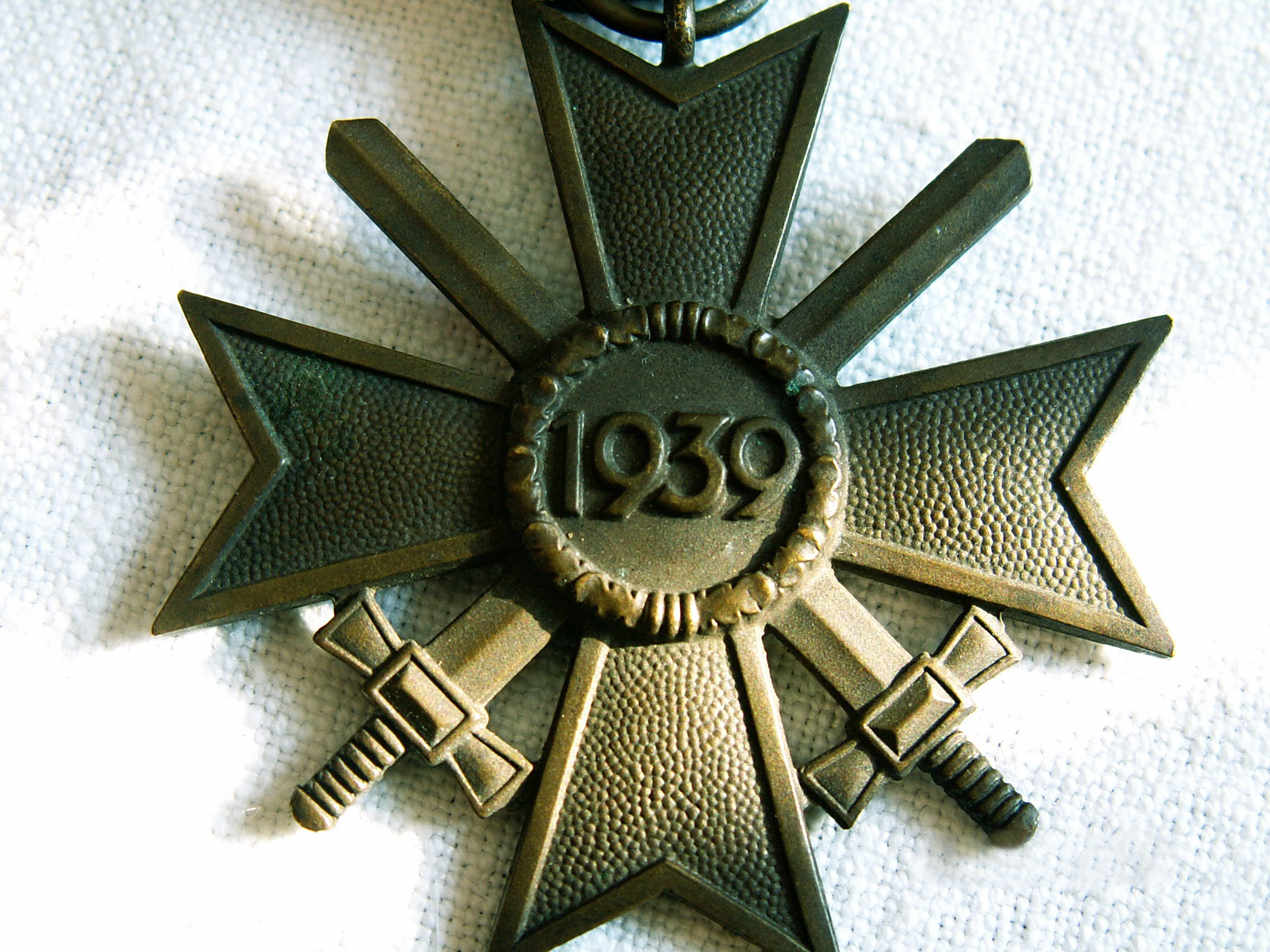
Válečný záslužný kříž druhé třídy s meči

Hans-Ulrich Geschke (16. května 1907, Frankfurt nad Odrou – místo a datum smrti neznámé?) byl důstojník SS v hodnosti SS-Oberführer a válečný zločinec v období druhé světové války, který byl známý svojí účastí na vyhlazení obce Lidice u Kladna, když působil jako šéf řídící úřadovny gestapa v Praze.

## Životopis

### Předválečná léta
Narodil se 16. května roku 1907 ve Frankfurtu nad Odrou na území Braniborska. V roce 1925 maturoval v Hannoveru. V mládí studoval práva na univerzitách v Berlíně a v Göttingenu, které úspěšně dokončil kolem roku 1930. V roce 1931
v Göttingenu získal titul doktora práv. V roce 1932 vstoupil do NSDAP a byla mu nabídnuta funkce právního poradce místní pobočky v Hannoveru. Odtud přešel v listopadu roku 1934 do Dortmundu, kde začal pracovat u místní pobočky gestapa. Roku 1936 mu byla udělena hodnost SS-Obersturmführer (nadporučík) a bylo mu svěřeno velení služebny gestapa v Kielu.

### Druhá světová válka

#### Působení v Praze
V červnu roku 1939 byl povýšen a převelen z Kielu do Prahy, kde se stal šéfem řídící úřadovny gestapa. Během této doby se stal neblaze slavným po celém městě a na jeho rozkazy byly zatýkány, vyšetřovány a vražděny stovky lidí. Během svého působení v Praze (po nástupu R. Heydricha v září 1941) byl i povýšen dne 29. října, 1941 do hodnosti SS-Standartenführer (plukovník).
- Na československé listině válečných zločinců [p 1] figuruje pod číslem 82 A.[4]
- Odpovídal za zavraždění českých vysokoškoláků 17. listopadu 1939.[4]
- Po napadení SSSR řídil operace proti komunistickým buňkám v Praze a okolí.
- Podílel se na teroru při prvním a druhém stanném právu.[4]
- Geschke dokonce osobně zatýkal [p 2] bývalého předsedu protektorátní vlády generála Aloise Eliáše, na kterého později vypracovával žalobu, na základě které byl generál Eliáš popraven. (V procesu s generálem Eliášem vystupoval Geschke jako veřejný žalobce.[4])
- Společně s Horstem Böhmem nesl Geschke také hlavní podíl viny a odpovědnosti za vypálení obce Lidice.[2] U zničení vesnice byl osobně přítomen.[6]
- Dne 18. června 1942 velel Geschke gestapu při dobývání krypty kostela sv. Cyrila a Metoděje v Resslově ulici (Resslova 307/9, Praha 2, Nové Město).[5] Nejdříve byl sveden boj o kůr a emporu. Boj trval téměř tři hodiny.[5] Po začátku boje došlo k ostrému sporu mezi velitelem Waffen–SS Karlem Fischerem von Treuenfeld a velitelem pražského gestapa Geschkem. Podstatou ostré hádky bylo, kdo akci vlastně velí a jak má akce probíhat. (Pravomoce gestapa a Waffen-SS nebyly příliš jasné.) Karl Fischer von Treuenfeld nesouhlasil s používáním duchovních jako živých cílů. Tvrdil, že dobývání kostela má probíhat jako vojenská operace. Geschke oponoval názorem, že se jedná o policejní akci a ne frontové válčení a že atentátníky potřebuje zatknout živé. K. H. Frank nakonec dal za pravdu esesmanům, že odpor parašutistů zlomí jen hrubá síla, takže akce nakonec probíhala jako bojová operace Waffen–SS.[6] Geschke si to ale nenechal líbit. Po akci napsal oponentní zprávu, v jejímž důsledku byl Karl von Treuenfeld potrestán převelením z bezpečí Prahy na ruskou frontu.[6][7]

##### Geschke v Petschkově paláci
- Geschke předsedal soudu (přísedícím byl Walter Jacobi), který dne 28. září 1941 v Petschkově paláci na svém prvním zasedání odsoudil k smrti řadu vysokých činitelů Obrany národa. Jako první byli odsouzeni generál Josef Bílý a divizní generál Hugo Vojta. Odsouzení byli odvezeni do Ruzyňských kasáren, kde byli popraveni.[5]
- Od 27. května 1942 zasedal v Petschkově paláci další stanný soud. Vynesl celkem 1 072 trestů smrti. Tento soud odsoudil i členy rodin parašutistů a jejich pomocníků. Soudu předsedal Hans Ulrich Geschke.[5]
- Dne 3. září 1942 od 14:00 v Petschkově paláci proběhl soudní proces stanného soudu s představiteli pravoslavné církve (biskupem Gorazdem (Matějem Pavlíkem), farářem Václavem Čiklem, kaplanem Vladimírem Petřekem a starším sboru pravoslavné církve Janem Sonnevendem). Předsedou soudu byl Geschke, přísedícími Josef Witiska a Heinz Pannwitz. Celý proces byl filmován a výpovědi pečlivě zapisovány. Všichni obžalovaní byli v 17:20 odsouzeni k trestu smrti zastřelením a k zabavení veškerého majetku.[5]
- Dne 29. září 1942 odsoudil Hans Ulrich Geschke jako předseda stanného soudu v Petschkově paláci k smrti všechny ubytovatele parašutistů a většinu rodinných příslušníků. Celkem se jednalo o 252 osob. Rozsudky byly vyneseny v nepřítomnosti.[5]

#### Působení mimo Prahu
V říjnu roku 1942 opustil pražské gestapo a území protektorátu a byl převelen do Drážďan, kde působil jako inspektor SD až do května roku 1944. Ve funkci velitele pražského gestapa jej nahradil SS-Obersturmbannführer Ernst Gerke.
Poté byl převelen do Poznaně, kde zastával opět funkci velitele SD a jeho posledním služebním místem se mu stala Budapešť. Zde byl vrchním velitelem bezpečnostní policie a SD pod velením vyššího policejního šéfa pro území Maďarska SS-Obergruppenführera Otto Winkelmanna. Zde se opět podílel na masových zvěrstvech páchaných na židovském obyvatelstvu a během roku 1944 byl za „zásluhy“ povýšen na SS-Oberführera. V únoru roku 1945 zde po něm končí všechny stopy. Naposledy byl viděn koncem války v rychlíku z Drážďan do Saské Kamenice. Podle jedné možné verze padl v bitvě o Budapešť, mnohem pravděpodobnější je však to, že změnil identitu. Na jeho místo nastoupil SS-Obersturmbannführer Reiner Gottstein, který později také padl v Budapešti.

### Po válce
V roce 1959 byl prohlášen vrchním státním zastupitelstvím ve Frankfurtu nad Mohanem za mrtvého.

## Shrnutí vojenské kariéry

### Data povýšení
- SS-Untersturmführer - 12. březen, 1935
- SS-Obersturmführer - 13. září, 1936
- SS-Hauptsturmführer
- SS-Sturmbannführer - 10. říjen, 1938
- SS-Obersturmbannführer - 9. listopad, 1940
- SS-Standartenführer - 29. říjen, 1941
- Oberst der Polizei - 26. březen, 1943
- SS-Oberführer - 9. listopad, 1944

### Významná vyznamenání
- Válečný záslužný kříž II. třídy s meči
- Válečný záslužný kříž I. třídy s meči
- Sudetská pamětní medaile
- Medaile za Anschluss
- Medaile Atlantického valu[9]
- Čestný prýmek starého bojovníka
- Služební vyznamenání NSDAP
- Čestná dýka Reichsführera-SS
- Totenkopfring